# Sakesphorus luctuosus
A Sakesphorus luctuosus a madarak osztályának verébalakúak (Passeriformes) rendjébe és a hangyászmadárfélék (Thamnophilidae) családjába tartozó faj.

## Rendszerezése
A fajt Martin Hinrich Carl Lichtenstein német zoológus írta le 1823-ban, a Lanius nembe Lanius luctuosus néven.

## Alfajai
- Sakesphorus luctuosus araguayae (Hellmayr, 1908)
- Sakesphorus luctuosus luctuosus (Lichtenstein, 1823)[2]

## Előfordulása
Brazília területén honos. A természetes élőhelye a szubtrópusi vagy trópusi síkvidéki esőerdők, mocsári erdők, folyók és patakok környéke. Állandó, nem vonuló faj.

## Megjelenése
Testhossza 17 centiméter, testtömege 27–33 gramm.

## Életmódja
Rovarokkal táplálkozik.

## Természetvédelmi helyzete
Az elterjedési területe elég nagy, egyedszáma viszont csökken. A Természetvédelmi Világszövetség Vörös listáján nem fenyegetett fajként szerepel.

## Külső hivatkozások
- Képek az interneten a fajról
- Xeno-canto.org - a faj hangja és elterjedési területe